# Cecilia Sahlström
Maria Cecilia Sahlström, född 24 februari 1960, är en svensk polis och författare av kriminalromaner.

## Biografi
Cecilia Sahlström, som är uppvuxen i Täby kommun, studerade 1982–1985 på kulturvetarlinjen vid Uppsala universitet och blev filosofie kandidat i litteraturvetenskap och idé- och lärdomshistoria. Därefter fick hon arbete på fackboksförlaget Carmina AB och utbildningskonsulten Information i Bild. Hösten 1991 började Sahlström på polisutbildningen i Sörentorp. 1996 läste hon juridik på Stockholms universitet och  2001–2002 internationell migration och etniska relationer på Malmö universitet. Sedan 1999 är Sahlström bosatt i Skåne, först Kristianstad och därefter Lund.

### Yrkesliv
Som färdig polis har Sahlström arbetat i Stockholm på Östermalmspolisen, Norrmalmspolisen och Länskriminalen i Stockholm.  Hon är specialiserad på våld i nära relation, sexualbrott och brott mot barn. Hon har även arbetat flera år inom socialförvaltningen. Hon har haft chefstjänster, både på beslagsenheten och på dåvarande roteln för brott i nära relation. Under en period drev Sahlström ett jazz- och bokcafé i Kristianstad, Ella F.

### Författarskap
Inspirationen till att börja skriva kriminalromaner kom med en journalistisk skrivarutbildning 2006. Cecilia Sahlström är författare till åtta kriminalromaner om kommissarie Sara Vallén och hennes kollegor, med utgångspunkt från Lund. En ny kriminalserie om Rakel Vrede introducerades med Irrvägar augusti 2022.
2022 gavs debutromanen Vit syren ut på tyska, engelska och finska. Nummer två i serien, I egna händer, har utgivits på tyska.